# Игути, Мотонари
Мотонари Игути (яп. 井口基成; 17 мая 1908, Токио — 29 сентября 1983, Токио) — японский пианист и музыкальный педагог.
Учился в Токийской школе музыки, в том числе у Леонида Коханского, а позже у Лео Сироты; затем совершенствовал своё мастерство во Франции под руководством Ива Ната. В 1934 году вернулся в Японию и на протяжении трёх десятилетий интенсивно концертировал как солист. Впервые в Японии исполнил ряд произведений XX века, в том числе фортепианный концерт Мориса Равеля (20 апреля 1938, с Японским симфоническим оркестром, дирижёр Йозеф Розеншток), сочинения Александра Скрябина, Кароля Шимановского и др. По состоянию здоровья оставил исполнительскую карьеру в 1965 году.
Как профессор Токийской школы музыки, а затем и Токийского университета искусств вёл большую педагогическую работу; среди его учеников — многие заметные японские пианисты, а также композитор Ханеда Кентаро.
Пианистками были сестра Игути Аико Игути (в замужестве Сато; 1910—1984) и его первая жена Акико Игути (урождённая Савадзаки; 1905—1984). Супруги Игути произвели на свет пятерых детей, ещё трое родились у Мотонари Игути во втором браке.